# Jan Björklund
Jan Arne Björklund (ur. 18 kwietnia 1962 w Skene) – szwedzki polityk, przewodniczący Liberałów (2007–2014), minister szkolnictwa (2006–2007), minister edukacji (2007–2014) i wicepremier Szwecji (2010–2014).

## Życiorys
Odbył szkolenie wojskowe, edukację wojskową zakończył w 1985. Od 1982 do 1994 służył jako zawodowy żołnierz w szwedzkiej armii w jednostkach w Borås i Sztokholmie.
Od początku lat 80. zaangażowany w działalność polityczną, w latach 1985–1987 był drugim zastępcą przewodniczącego młodzieżówki liberalnej. W 1987 po raz pierwszy wszedł w skład władz krajowych Ludowej Partii Liberałów, od 2001 pełnił funkcję jej pierwszego wiceprzewodniczącego. Był radnym opozycji w Sztokholmie (od 1994 do 1998 i ponownie od 2002 do 2006). Pomiędzy tymi okresami zajmował stanowisko miejskiego komisarza ds. szkół.
W wyborach w 2006 uzyskał mandat posła do Riksdagu, z którego wkrótce zrezygnował w związku z powołaniem go w skład rządu Fredrika Reinfeldta. W październiku 2006 został ministrem szkolnictwa w Ministerstwie Edukacji i Nauki. We wrześniu 2007 zastąpił Larsa Leijonborga na stanowisku przewodniczącego Ludowej Partii Liberałów. W tym samym miesiącu objął sprawowany dotąd przez tegoż urząd ministra edukacji (kierownika całego resortu edukacji i nauki). Utrzymał to stanowisko także po wyborach w 2010, został wówczas powołany również na funkcję wicepremiera.
Zakończył urzędowanie na stanowisku ministra w 2014, pozostając członkiem parlamentu na kolejną kadencję. W 2015 doprowadził do zmiany nazwy swojego ugrupowania na Liberałowie. W 2018 został ponownie wybrany do Riksdagu. W czerwcu 2019 na czele Liberałów zastąpiła go Nyamko Sabuni, a kilka miesięcy później zrezygnował z mandatu deputowanego.